# Palaeaspilates incorrupta
Palaeaspilates incorrupta là một loài bướm đêm trong họ Geometridae.